# Bachar Kouatly
Bachar Kouatly (Damasco, 3 marzo 1958) è uno scacchista francese di origine libanese.
Cresciuto in Libano, divenne Maestro Internazionale all'età di 18 anni, poi emigrò in Francia.
Vinse il campionato francese nel 1979, fu 2º nel 1984 e 3º nel 1991.
Nel 1989 divenne il primo giocatore francese ad ottenere il titolo di Grande maestro.
Dalla fine degli anni ottanta diradò la partecipazione ai tornei, dedicandosi maggiormente all'organizzazione di eventi scacchistici. In particolare, è stato tra gli organizzatori Campionato del mondo 1990 tra Karpov e Kasparov a Lione.
Dal 1997 è direttore e redattore capo della rivista Europe Échecs.
Nel 2015 ha collaborato con Luca Desiata e Jean-Marc Pailhol per il libro "Echecs et stratégie d'entreprise".
Il 10 dicembre 2016 è stato eletto Presidente della Federazione Francese degli Scacchi.
Nell'ottobre 2018 a seguito della nomina di Arkadij Dvorkovič a Presidente della FIDE ne diviene vice Presidente.
Al 1º ottobre 2018 ha un Elo di 2.453 punti.